# Scipione Gonzaga
Scipione Gonzaga, em português:  Cipião Gonzaga (11 de novembro de 1542 – 11 de janeiro de 1593), foi um Cardeal italiano.

## Biografia
Scipione nasceu em Mantua, pertencente ao ramo dos duques de Sabbioneta, da Família Gonzaga. A sua juventude foi passada sob os cuidados do Cardeal Ercole Gonzaga, aprendendo rapidamente grego e Latim. Em Bolonha, e mais tarde em Pádua, estudou matemática e filosofia, Nesta última cidade fundou a Accademia degli Eterei.
Ao longo da sua vida, foi patrono da literatura e de letras. Torquato Tasso procurou o seu conselho sobre o Gerusalemme Liberata, assim como Guarino, que  lhe dedicou o seu Pastor Fido.
A casa de Scipione, em Roma, o Palazzo Aragona Gonzaga, era um local de encontro de músicos e intelectuais.